# Maculonaclia delicata
Maculonaclia delicata är en fjärilsart som beskrevs av Griveaud 1964. Maculonaclia delicata ingår i släktet Maculonaclia och familjen björnspinnare. Inga underarter finns listade i Catalogue of Life.